# 九龍巴士235M線
九龍巴士235M線是香港一條來往安蔭及葵芳站的巴士路線。

## 歷史
- 1994年3月11日：配合安蔭邨落成投入服務，初時為循環運作，以葵芳地鐵站作循環點。
- 1994年10月7日：增派雙層空調巴士行走，由於石蔭街市的彎位問題，雙層巴士往安蔭方向不繞經石蔭街市。
- 1995年12月16日：所有班次往安蔭方向不繞經石蔭街市。
- 1996年3月5日：配合石蔭東邨入伙，往安蔭方向恢復繞經石蔭街市，並繞經石蔭東邨（大白田街）。
- 2001年11月4日：改為兩邊總站。
- 2005年7月1日：往葵芳地鐵站方向亦改經石蔭東邨（大白田街）。
- 2015年12月31日：增設到站時間預報。
- 2019年2月26日：提早葵芳站開出頭班車時間至05:50[1]。

## 服務時間及班次
| 安蔭開           | 安蔭開      | 安蔭開       | 葵芳站開         | 葵芳站開    | 葵芳站開     |       |
| 日期             | 服務時間    | 班次（分鐘） | 日期             | 服務時間    | 班次（分鐘） |       |
| ---------------- | ----------- | ------------ | ---------------- | ----------- | ------------ | ----- |
| 星期一至五       | 05:45-06:28 | 8/9          | 星期一至五       | 05:50       | 05:50        |       |
| 星期一至五       | 06:28-09:19 | 6/7          | 星期一至五       | 06:05-07:05 | 12           |       |
| 星期一至五       | 09:19-17:11 | 8            | 星期一至五       | 07:05-07:45 | 10           |       |
| 星期一至五       | 17:11-18:03 | 10/11        | 星期一至五       | 07:45-09:03 | 13           |       |
| 星期一至五       | 18:03-00:15 | 12           | 星期一至五       | 09:03-10:53 | 10           |       |
|                  |             |              | 星期一至五       | 10:53-17:01 | 8            |       |
| 17:01-18:25      | 6           |              | 星期一至五       |             |              |       |
| 18:25-19:00      | 5           |              | 星期一至五       |             |              |       |
| 19:00-20:10      | 7           |              | 星期一至五       |             |              |       |
| 20:10-00:10      | 8           |              | 星期一至五       |             |              |       |
| 00:10-00:40      | 10          |              | 星期一至五       |             |              |       |
| 星期六           | 05:45-07:51 | 9            | 星期六           | 05:50       | 05:50        | 05:50 |
| 星期六           | 07:51-17:03 | 8            | 星期六           | 06:05-06:57 | 13           |       |
| 星期六           | 17:03-20:03 | 10           | 星期六           | 06:57-09:09 | 12           |       |
| 星期六           | 20:03-00:15 | 12           | 星期六           | 09:09-11:09 | 10           |       |
|                  |             |              | 星期六           | 11:09-17:17 | 8            |       |
| 17:17-19:14      | 6/7         |              | 星期六           |             |              |       |
| 19:04-00:40      | 8           |              | 星期六           |             |              |       |
| 星期日及公眾假期 | 05:45-07:05 | 10           | 星期日及公眾假期 | 05:50       | 05:50        |       |
| 星期日及公眾假期 | 07:05-07:32 | 9            | 星期日及公眾假期 | 06:05-06:57 | 13           |       |
| 星期日及公眾假期 | 07:32-17:24 | 8            | 星期日及公眾假期 | 06:57-09:45 | 12           |       |
| 星期日及公眾假期 | 17:24-17:33 | 9            | 星期日及公眾假期 | 09:45-00:01 | 8            |       |
| 星期日及公眾假期 | 17:33-20:03 | 10           | 星期日及公眾假期 | 00:01-00:10 | 9            |       |
| 星期日及公眾假期 | 20:03-00:15 | 12           | 星期日及公眾假期 | 00:10-00:40 | 10           |       |

## 收費
全程：$4.5
- 北葵涌街市往安蔭：$3.7

| - 本線設有12歲以下小童及65歲或以上長者半價優惠。 - 65歲或以上香港居民使用「樂悠咭」，以及12歲以下合資格殘疾兒童使用「殘疾人士身份」個人八達通繳付車資，均可享有每程$2.0或半價（以較低者為準）的票價優惠；12至64歲合資格殘疾人士使用「殘疾人士身份」個人八達通（包括「樂悠咭」），以及60至64歲香港居民使用「樂悠咭」繳付車資，均可享有每程$2.0或全費（以較低者為準）的票價優惠。 - 65歲或以上長者如使用長者或一般個人八達通繳付車資，則只可享有半價優惠；12至64歲合資格殘疾人士如不使用「殘疾人士身份」個人八達通，以及60至64歲人士如不使用「樂悠咭」繳付車資，必須繳付全費。 - 乘客可以現金或八達通於上車時付款，不設找續。 - 每位成人乘客可免費攜帶最多兩名4歲以下而不佔座位的兒童乘客乘車，超額之4歲以下小童必須繳付小童車費乘車。 - 持有「九巴月票」之乘客在車票有效期內，每日可享最多10程任何九龍巴士及龍運巴士路線（包括本路線，以及聯營路線的九龍巴士／龍運巴士提供的班次；惟乘搭機場「A」及「NA」線則可享原價二七折優惠（不會計算每天10次合資格車程））；而B1線則每日可享最多各2程（不會計算每天10次合資格車程）。 - 九龍巴士、城巴、龍運巴士及陽光巴士全職員工及家屬（不包括外判職員）可免費乘搭本路線，惟必須拍職員或職員家屬八達通。 - 乘客亦可透過多元化電子支付系統（e度嘟）繳付車資，包括使用非接觸式VISA卡、JCB卡、萬事達卡、銀聯卡、美國運通、大來國際、Discover Card、Apple Pay、Google Pay、Samsung Pay、AlipayHK「易乘碼」、支付寶、WeChatHK／微信支付「搭車碼」、銀聯雲閃付「乘車碼」及BOC Pay「乘車碼」。乘客使用此付款方式，使用此支付方式的乘客可享有中途下車之分段收費，以及與其他九巴／龍運獨營路線或聯營線九巴／龍運班次之轉乘優惠，惟不適用於與非九巴／龍運路線之轉乘優惠，亦不能享有「公共交通費用補貼計劃」及「長者及合資格殘疾人士公共交通票價優惠計劃」。 |

### 八達通轉乘優惠
乘客登上本線後150分鐘內以同一張八達通卡轉乘以下路線，或從以下路線登車後150分鐘內以同一張八達通卡轉乘本線，次程可獲$4.2車資折扣優惠：
235M←→36A、40、290(A)
- 235M往葵芳 → 36A往深水埗、40往麗港城、290(A)往將軍澳
- 36A往梨木樹、40或290(A)往荃灣 → 235M往安蔭

235M←→城門隧道路線
- 235M往葵芳 → 40X、46X/P、47X、48X、73X、或278X/P往沙田／大埔／北區
- 40X、46X/P、47X、48X、73X或278X/P往荃灣／葵青／美孚 → 235M往安蔭

## 使用車輛
本路線開辦15年來均使用高地台空調巴士，直至2009年12月20日起續換入低地台巴士行走。
現時，本線獲派8輛富豪B9TL 12米（AVBWU）雙層空調巴士，均屬荔枝角車廠。
| 車隊編號 | 車牌   |
| -------- | ------ |
| AVBWU346 | SY8641 |
| AVBWU348 | SY9149 |
| AVBWU349 | SY9362 |
| AVBWU352 | SY9678 |
| AVBWU356 | SY8655 |
| AVBWU358 | SY9143 |
| AVBWU399 | TG1931 |
| AVBWU400 | TG1245 |

## 行車路線

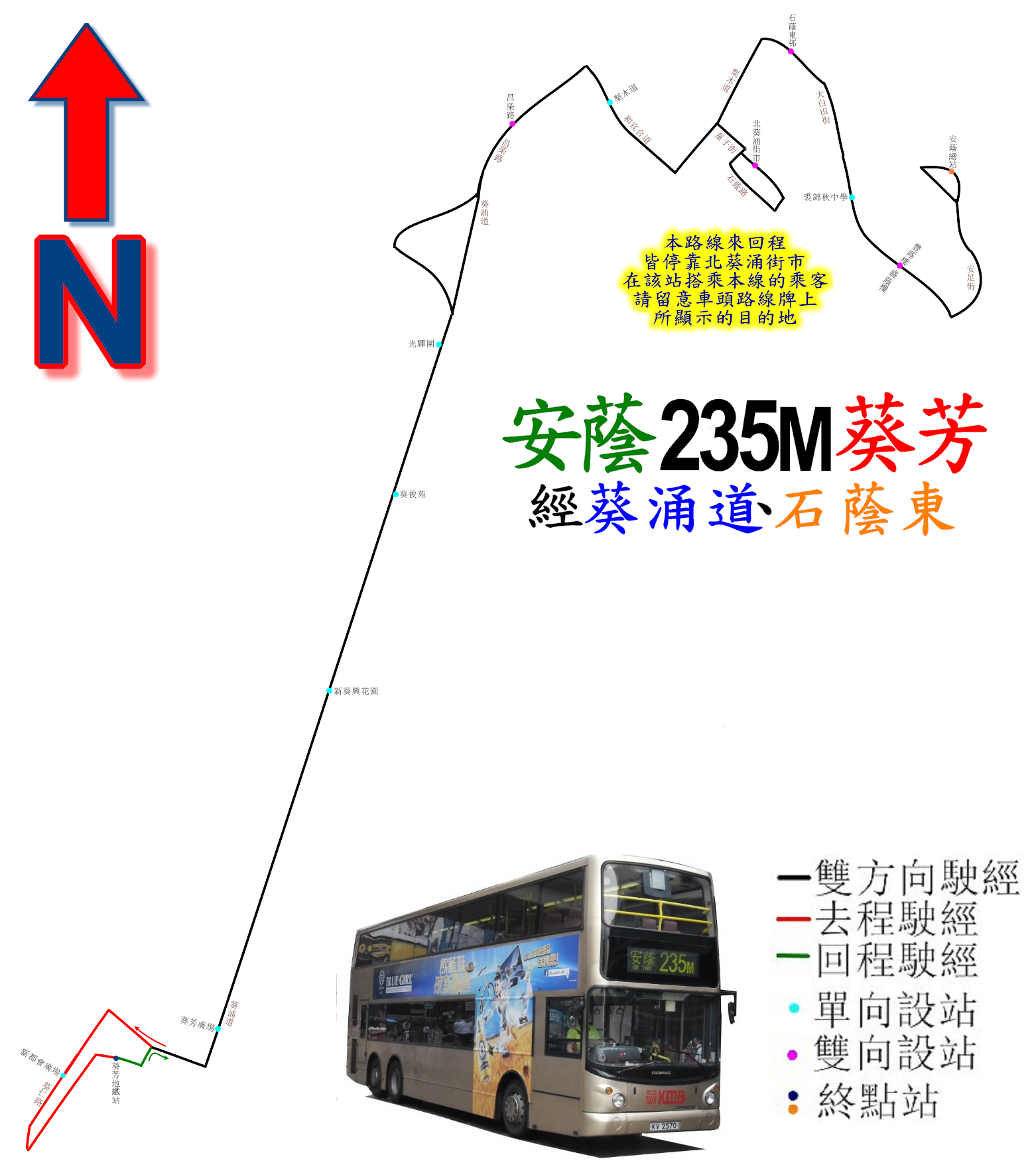
此線的走線圖

安蔭開經：安足街、石排街、大白田街、梨木道、童子街、石蔭路、石蔭巴士總站、石蔭路、童子街、梨木道、和宜合道、昌榮路、昌榮路迴旋處、葵涌道、葵富路、葵仁路及葵義路。
葵芳站開經：葵義路、葵富路、葵涌道、昌榮路迴旋處、昌榮路、和宜合道、梨木道、童子街、石蔭路、石蔭巴士總站、石蔭路、童子街、大白田街、石排街及安足街。

### 沿線車站
| 安蔭開 | 安蔭開         | 安蔭開               | 葵芳站開 | 葵芳站開       | 葵芳站開             |
| 序號   | 車站名稱       | 位置                 | 序號     | 車站名稱       | 位置                 |
| ------ | -------------- | -------------------- | -------- | -------------- | -------------------- |
| 1      | 安蔭巴士總站   | 安蔭巴士總站         | 1        | 葵芳站巴士總站 | 葵芳站公共運輸交匯處 |
| 2      | 石排街石歡樓   | 石排街               | 2        | 葵芳廣場       | 葵涌道               |
| 3      | 裘錦秋中學     | 大白田街             | 3        | 光輝圍         | 葵涌道               |
| 4      | 石蔭東邨       | 大白田街             | 4        | 昌榮路         | 昌榮路               |
| 5      | 北葵涌街市     | 石蔭路               | 5        | 梨木道         | 和宜合道             |
| 6      | 昌榮路         | 昌榮路               | 6        | 北葵涌街市     | 石蔭路               |
| 7      | 葵俊苑         | 葵涌道               | 7        | 石蔭東邨       | 大白田街             |
| 8      | 新葵興花園     | 葵涌道               | 8        | 安蔭邨豐蔭樓   | 石排街               |
| 9      | 新都會廣場     | 葵仁路               | 9        | 安蔭巴士總站   | 安蔭巴士總站         |
| 10     | 葵芳站巴士總站 | 葵芳站公共運輸交匯處 |          |                |                      |

## 客量
此路線為安蔭邨及石蔭邨提供接駁港鐵的服務。由於北葵涌一帶遠離港鐵站。加上該處人口稠密，本線需求甚高，客量一直高企。 
本線與姊妺路線31M線同様為北葵涌一帶來往葵芳站以方便居民轉乘港鐵和消閒購物，分別在於本線行走石蔭及安蔭一帶，使兩線能達至明確分工。

## 外部連結
- 九巴235M線－九龍巴士